# Hermann Beer
Hermann Beer (* 6. September 1905 in Graz; † 20. Juli 1972 ebenda) war ein österreichischer Bauingenieur.
Beer war der Sohn eines Lehrers und ging in Graz zur Schule. Er studierte Bauingenieurwesen an der TH Graz unter anderem bei Georg Kapsch und Karl Federhofer. 1929 legte er die zweite Staatsprüfung ab und wurde Assistent von Kapsch, dem er 1929 auch an die TU München folgte. Ab 1933 ging er in die Bauindustrie und war bis 1936 erster Statiker in der Stahlbauabteilung von Humboldt-Deutz in Köln und dann bis 1940 bei der Stahlbaufirma J. Gollner in Stettin als Oberingenieur und Leiter der Projektabteilung. Zu seinen Projekten gehörte der Flughafen Berlin-Tempelhof, die große Ausstellungshalle in der Masurenallee in Berlin (als leitender Statiker), die Festhalle auf Rügen für 20.000 Personen, das nicht realisierte Projekt einer Hängebrücke von 750 m Spannweite über den Hamburger Hafen (Leiter der wissenschaftlichen Abteilung des Entwurfsbüros), eine 450 m lange Autobahnbrücke über das Neandertal. Neben seiner Projekttätigkeit promovierte er 1937 an der TH Graz, wobei er die Dissertation (Festigkeits- und Stabilitätsuntersuchung der Portale oben offener Brücken) in der freien Zeit nachts fertigstellte. 1940 wurde er außerordentlicher Professor für Baustatik in Graz. Im Zweiten Weltkrieg arbeitete er auch für den Flugzeugbau (mehrere Veröffentlichungen in den Junkers Berichten). 1946 wurde er zusätzlich Professor für Stahlbau. 1955 gab er die Professur für Statik an Ernst Chwalla ab, blieb aber ordentlicher Professor für Stahlbau. 1957 bis 1959 war er Dekan der Fakultät für Bauingenieurwesen und 1960 bis 1962 war er Rektor. Berufungen nach Braunschweig, Stuttgart und München lehnte er ab. Nach seinem Tod 1972 wurde sein Schüler und ehemaliger Assistent Fritz Resinger sein Nachfolger.
1949 bis 1952 war er Gastprofessor an der Universität von Tucuman in Argentinien. Seit der Zeit in Argentinien befasste er sich auch mit Flächentragwerken und erweiterte nach seiner Rückkehr seinen Lehrstuhl für Stahlbau um die Bereiche Holzbau und Flächentragwerke.
Neben seiner Lehrtätigkeit war er an vielen großen Bauprojekten beteiligt. So beriet er für den Entwurf eines 70.000 t Schwimmdock im griechischen Skaramanga, er erstellte ein Gutachten für die Einrüstung einer 8,5 km langen Brücke über den Maracaibo-See, er beriet beim Entwurf und prüfte die Europa-Brücke Tirol, die Autobahnbrücke Wolfsgraben und den Flughafen Innsbruck und er erstellte ein Gutachten für eine 1300 m lange Brücke über den Brahmaputra.
Er war ordentliches Mitglied der Akademie der Wissenschaften in Tucuman und korrespondierendes Mitglied der österreichischen Akademie der Wissenschaften. 1970 wurde er von der Universität Karlsruhe zum Ehrendoktor ernannt.